# Danh sách câu lạc bộ bóng đá ở Liên bang Micronesia
Đây là danh sách không đầy đủ các câu lạc bộ bóng đá ở Liên bang Micronesia.
- Island Pitbulls Football Club
- Island Warriors Football Club
- Seventh-Day Adventist United Club Football
- International (Inter) Football Club
- Island Chihuahuas Football Club
- College of Micronesia Football Club
- Nett Club de Futbol
- U Football Club
- Kolonia Football Club
- Madolenimw Football Club
- Yap Football Club
- Fanif Football Club

Bản mẫu:Bóng đá Liên bang Micronesia